# Arromanches-les-Bains
Arromanches-les-Bains è un comune francese di 616 abitanti situato nel dipartimento del Calvados nella regione della Normandia.

## Storia
La spiaggia di Arromanches fu utilizzata dall'esercito britannico durante lo sbarco in Normandia per installare il Mulberry Harbour, un porto temporaneo artificiale per lo sbarco di uomini e mezzi. Il porto fu utilizzato per far sbarcare oltre due milioni di soldati alleati, 500.000 veicoli e 4 milioni di tonnellate di rifornimenti.

### Simboli
Lo stemma di Arromanches-les-Bains è stato adottato il 30 giugno 1947.

## Società

### Evoluzione demografica
Abitanti censiti

## Amministrazione

### Gemellaggi
- Dongo, dal 1998